# Quartiers de Douala
 (juillet 2020).
Si vous disposez d'ouvrages ou d'articles de référence ou si vous connaissez des sites web de qualité traitant du thème abordé ici, merci de compléter l'article en donnant les références utiles à sa vérifiabilité et en les liant à la section « Notes et références ».
La ville de Douala, capitale économique du Cameroun, compte environ 120 quartiers répartis en 6 arrondissements. Chaque quartier est en soi une ville dans la ville.

## Principaux quartiers

### Akwa

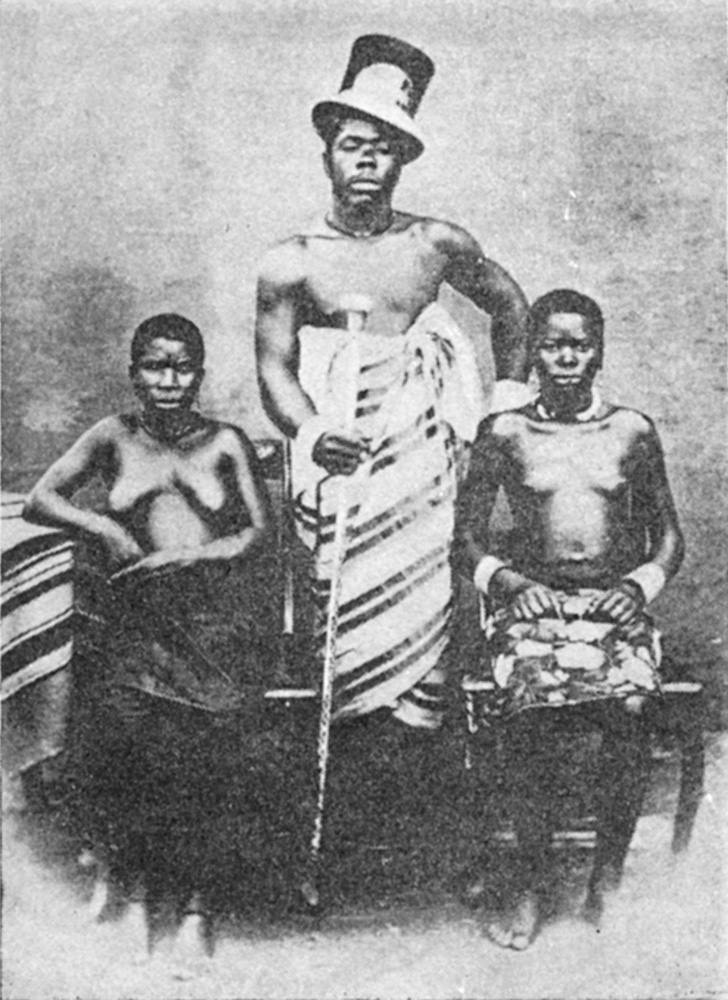
Roi Akwa, 1875.

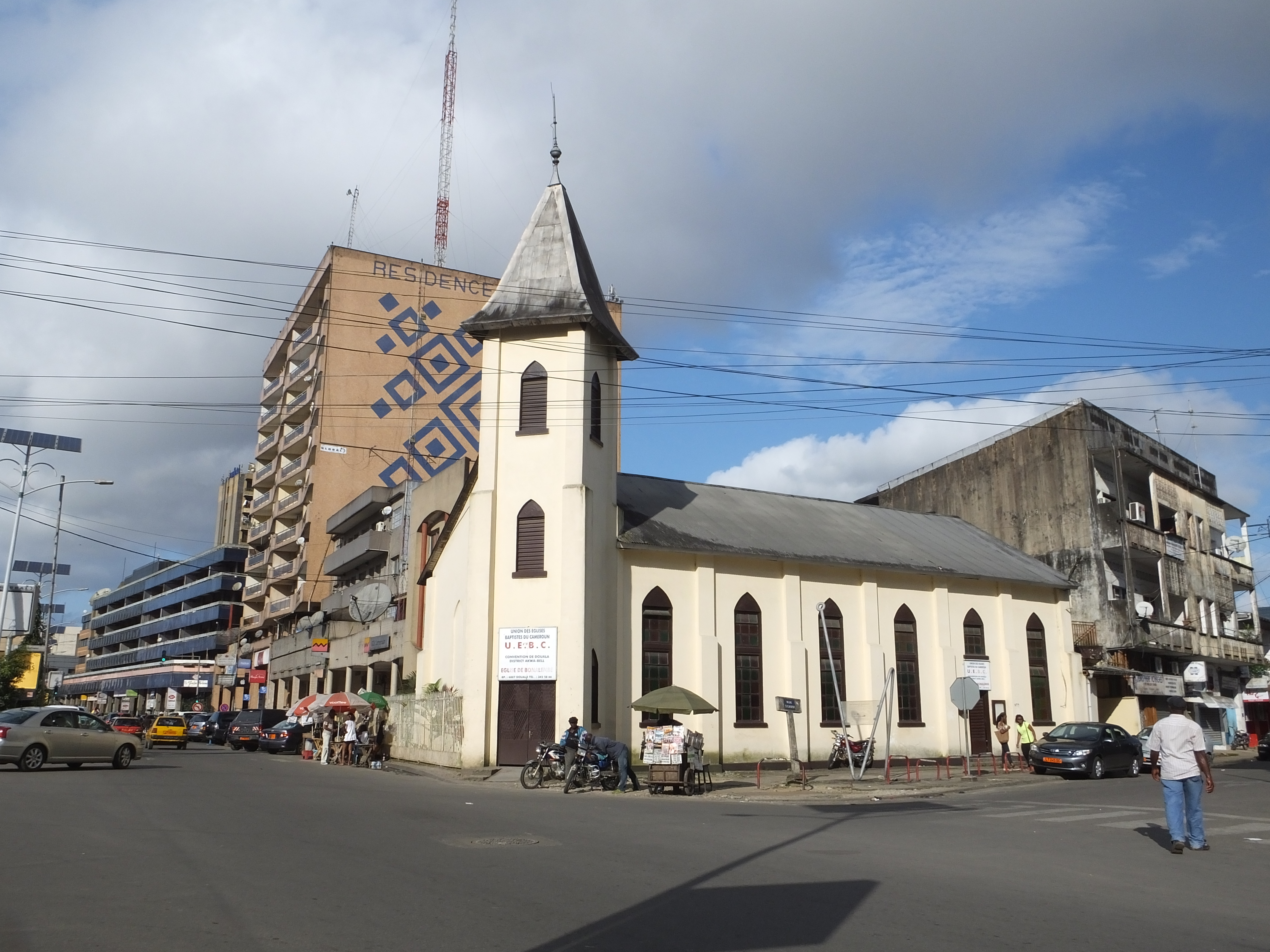
Akwa, Douala

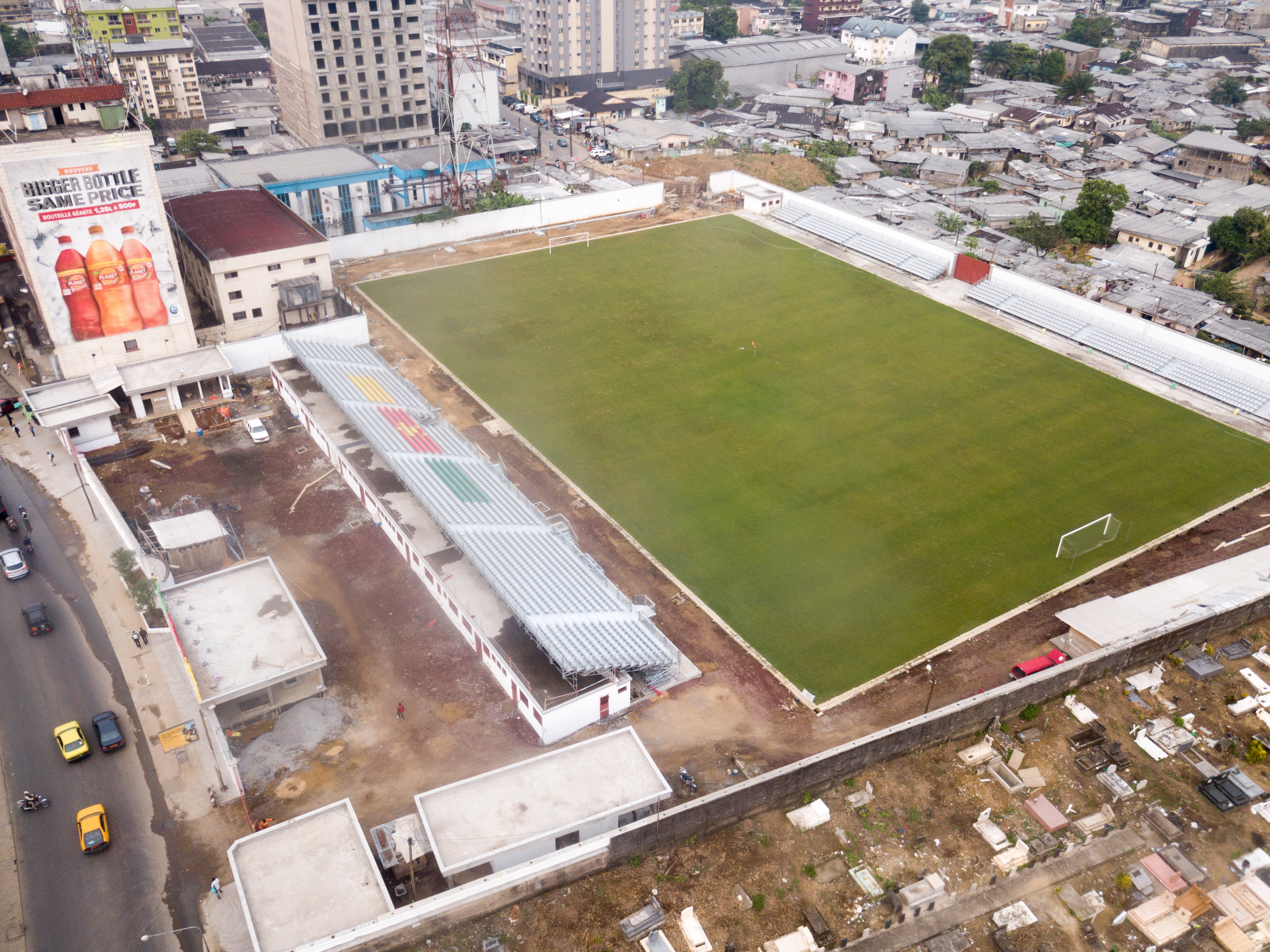
Stade Mbappé Léppé à Akwa Douala

Le quartier d'Akwa est l'un des quartiers historiques de Douala; c'est le centre commercial de la ville. Le plateau Akwa (du nom du "King" Akwa, roi d'un clan douala) était déjà densément peuplé au début du XIXe siècle, avant que la ville proprement dite ne soit créée.
Akwa est aujourd'hui un quartier mixte à tous les points de vue: des résidences aisées côtoient des types d'habitat plus modestes, voire pauvres; d'autre part, la proximité du port a conduit au développement d'activités industrielles et commerciales, en plus de la fonction résidentielle. Akwa grouille de monde tant le jour que la nuit. Ici et là cohabitent le jour supermarchés, vendeurs à la sauvette, hôtels de luxe, restaurants et magasins divers et variés. La nuit, le quartier cède la place aux discothèques, bistrots, casinos, vendeuses de nourriture sur le pouce et partout résonne de la musique.
Ce quartier est véritablement le cœur commercial de la cité de Douala, même s'il offre à certains endroits en retrait, une mine penaude aux visiteurs. Comme dans la plupart des quartiers de Douala, les routes sont accidentées et quelques-unes ne sont pas carrossables. Certains endroits sont même difficilement franchissables à pied à la saison des pluies. Progressivement, ces états de fait tendent à s'améliorer, au rythme de l'assainissement politique concernant le budget destiné à l'entretien de la voirie. Un dynamisme certain s'affiche, au niveau par exemple des créations de boutiques, des rénovations de façades, des rachats d'enseignes, et du niveau vestimentaire des passants. Ce quartier est pourtant un des plus onéreux en termes de bail commercial et d'achats de structures économiques.

C'est dans ce quartier que se regroupe la jeunesse de la ville pour profiter des infrastructures culturelles (cinéma, Centres culturels français et allemand, British Council) et faire la fête.
Akwa est délimité par le boulevard du Général Leclerc, le rond-point «4e», le boulevard de la République et la zone «direction Regifercam».
Comme dans d'autres quartiers de Douala, l'insécurité est devenue endémique et les agressions sont courantes, en particulier la nuit et le weekend où la fréquentation des rues diminue fortement. Les voleurs ne s'attaquent pas qu'aux touristes, circulent souvent à deux sur une moto, et n'hésitent pas à intimider à l'aide d'une arme, voire à en faire usage.

### Bali

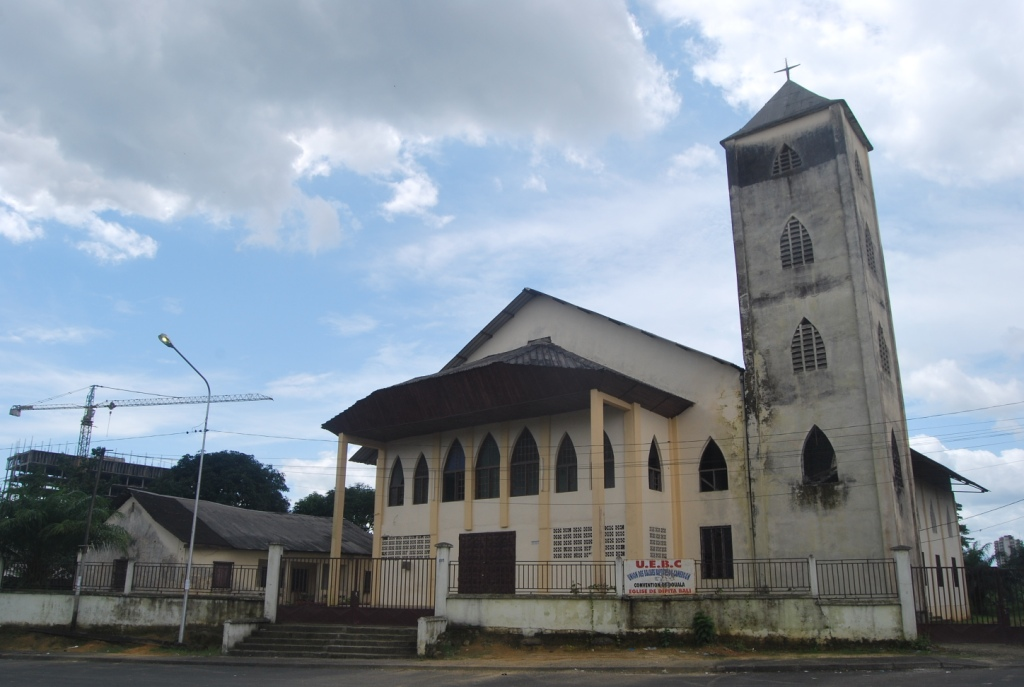
Eglise baptiste de Dipita à Bali Douala

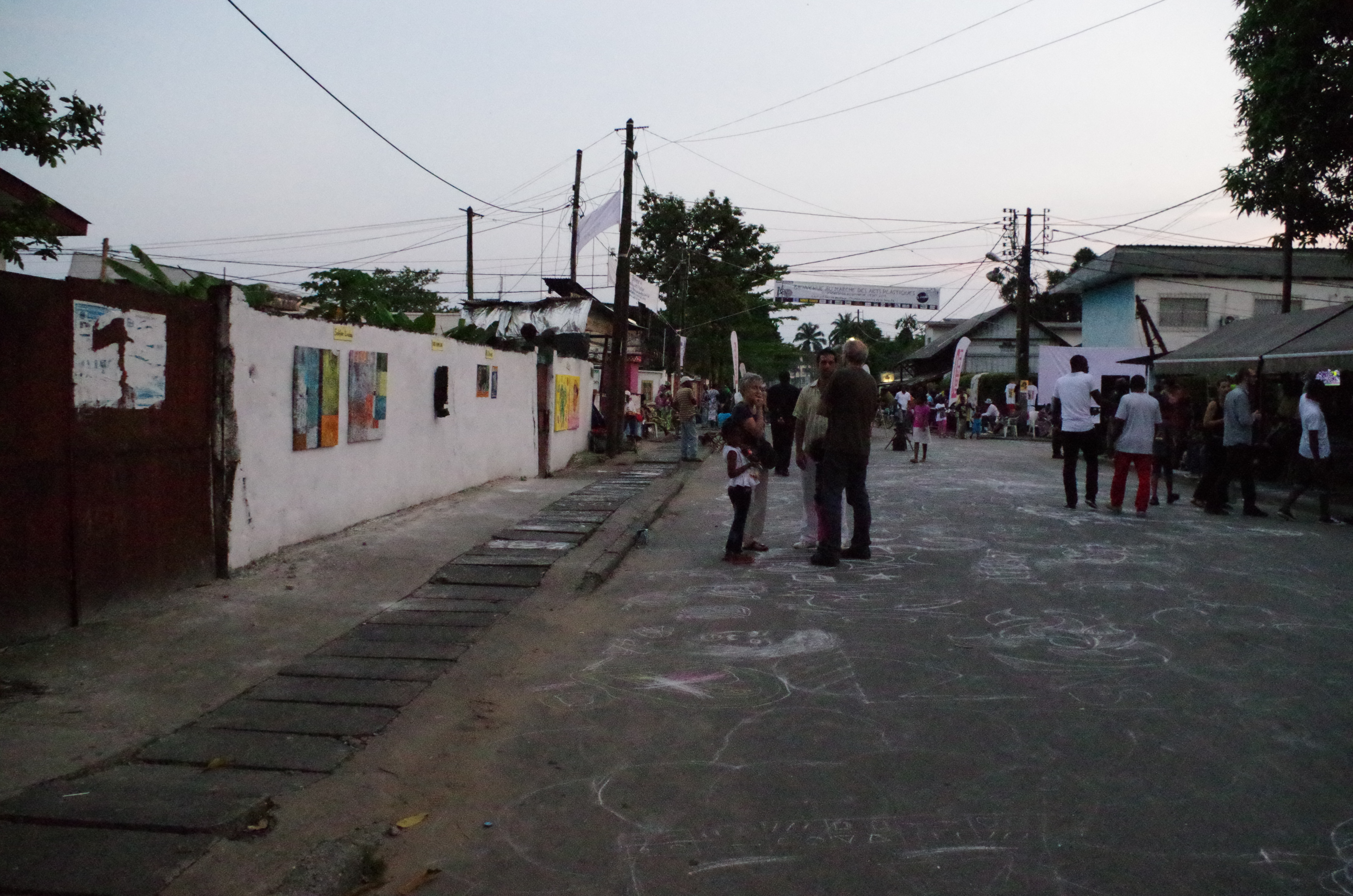
Marché des arts plastiques de Bali à Douala

Historiquement appelé Bonamandone, Bali est le  second siège de la famille royale du clan Bell (qui règne sur Bonanjo, Bonaduma, Bonapriso Bonassama et jadis Bonaberi) après qu’elle fût déplacée du Plateau Joss (Bonanjo) par l’administration coloniale allemande dans le cadre du projet d’expropriation qui coûta la vie au roi Rudolph Douala Manga Bell, à Adolf Ngosso Din et à de nombreux martyrs camerounais au mois d’Août 1914. 
Son plan en damier et ses larges rues lui donnent un petit air de banlieue européenne.

### Bépanda

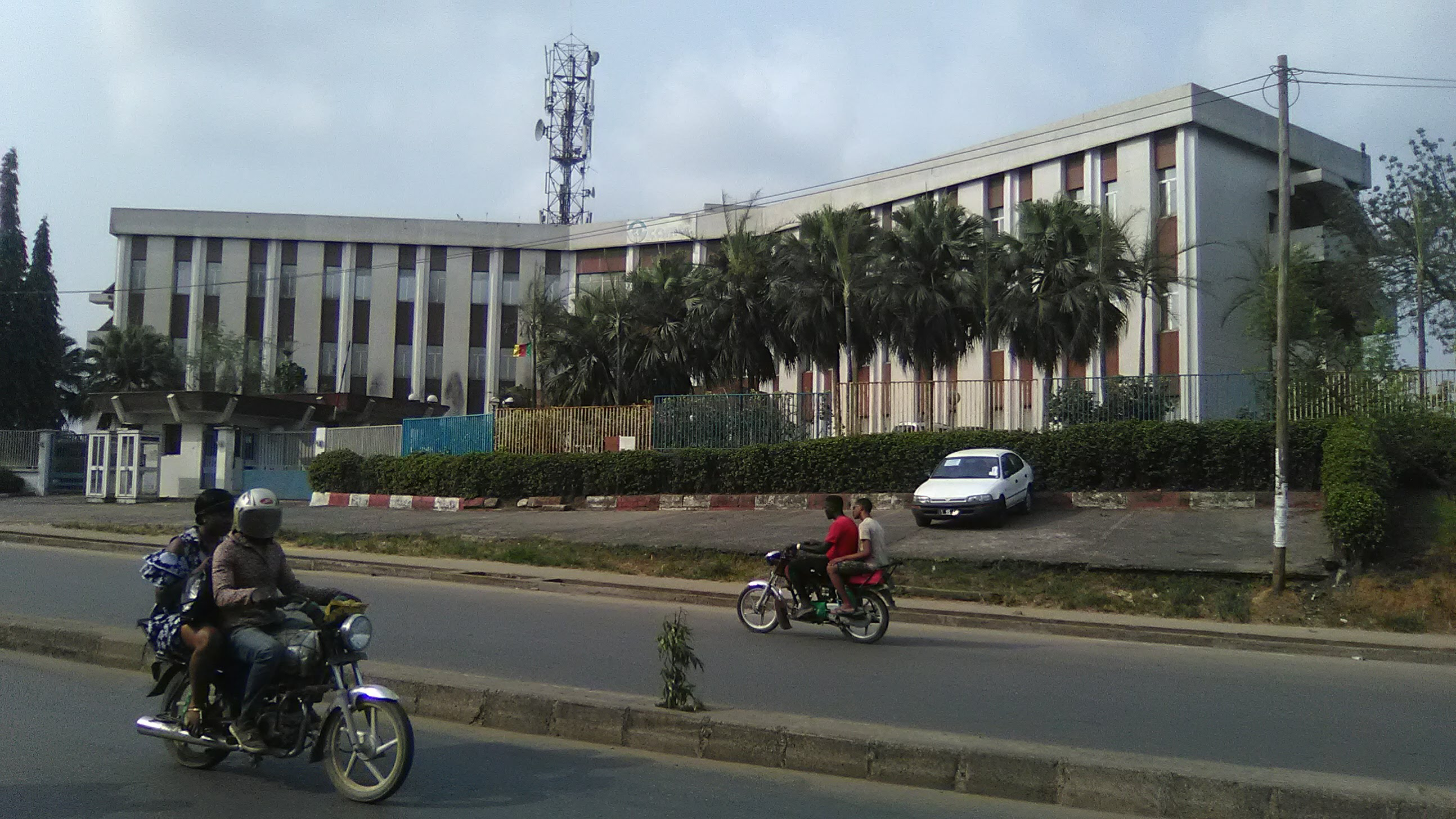
Immeuble abritant la direction CAMTEL à Bépanda à Douala

Il s'agit d'un des quartiers les plus populaires de Douala qui est situé sur le terrain du quartier Deido qui regroupe une bonne part des populations venant de l'Ouest du Cameroun. Il est particulièrement caractérisé par l'existence de plusieurs noms de carrefours assez spéciaux: 
- Carrefour Tendon
- Carrefour Tonnerre
- Carrefour Double-balle
- Carrefour Pasteur
- Photo de famille à l'école publique de BépandaBoulangerie de la Paix
- Sans Caleçon
- Fin goudron Defosso
- Ambiance
- Axe lourd bepanda
- Carrefour Casmando
- Entrée Bepanda
- Carrefour la Fontaine,.
- carrefour rose croix
- bepanda peuple

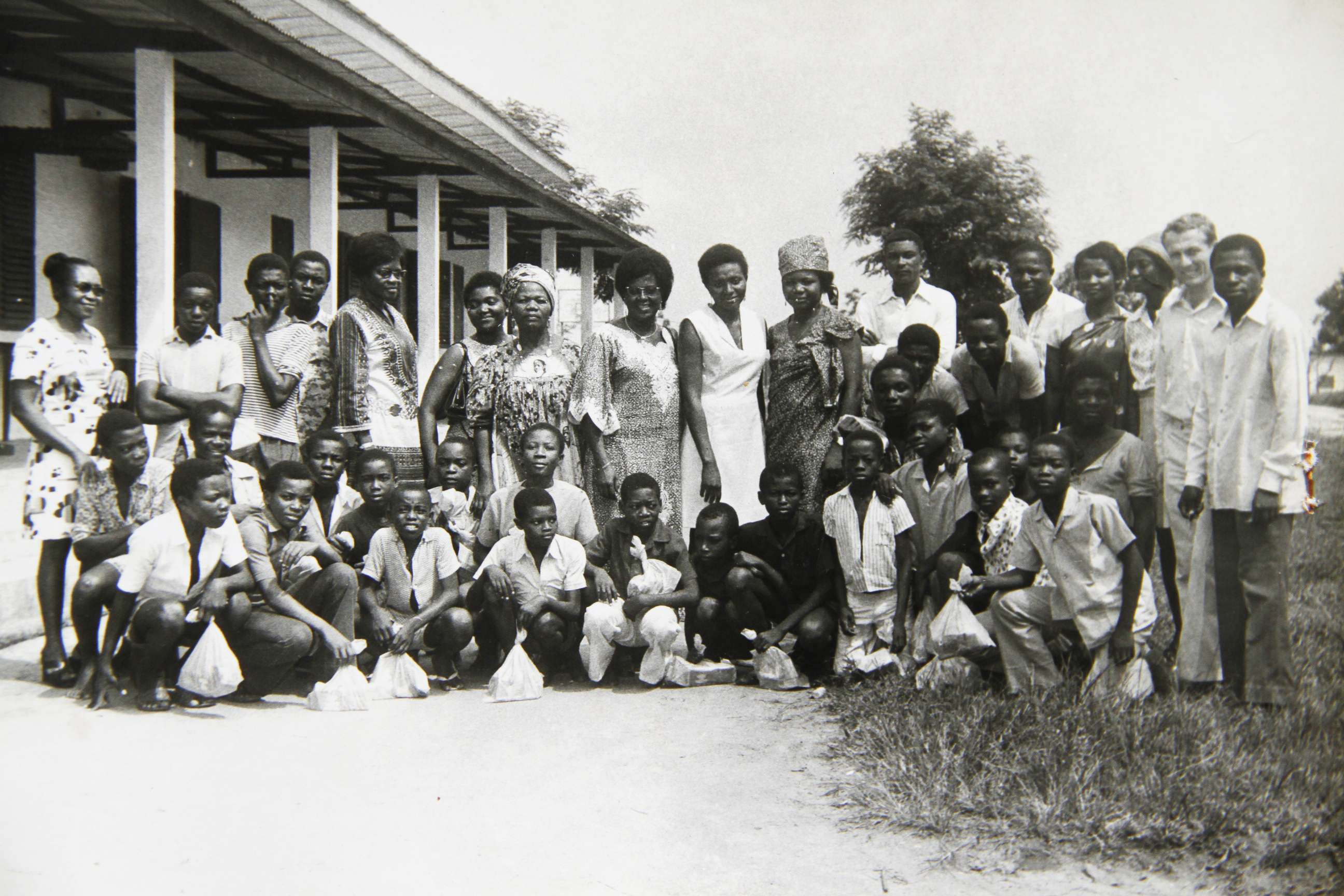
Photo de famille à l'école publique de Bépanda

Un lycée est aujourd'hui à Bépanda : Lycée  bilingue de Bépanda qui a été le premier établissement public au classement de l'office du bac en 2013 et deuxième en 2014.
Plusieurs établissements privés y sont installés : Collège de la maturité, Collège INTAC, collègue polyvalent de Bepanda.  etc.
Et une crèche garderie d'enfants: la choupinette.

### Deïdo

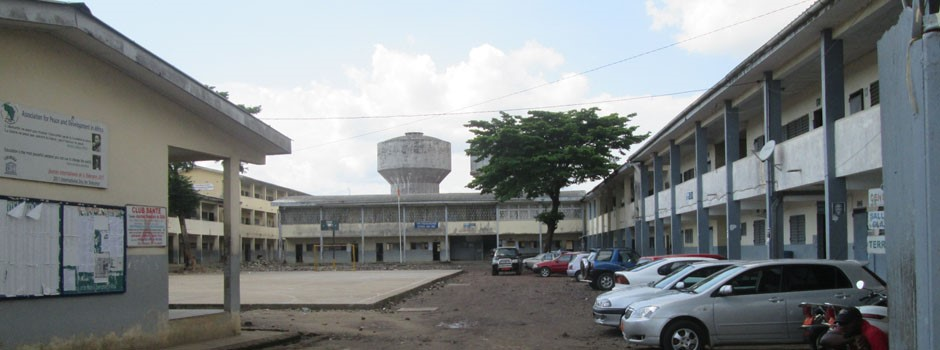
Ecole publique de Deido à Douala

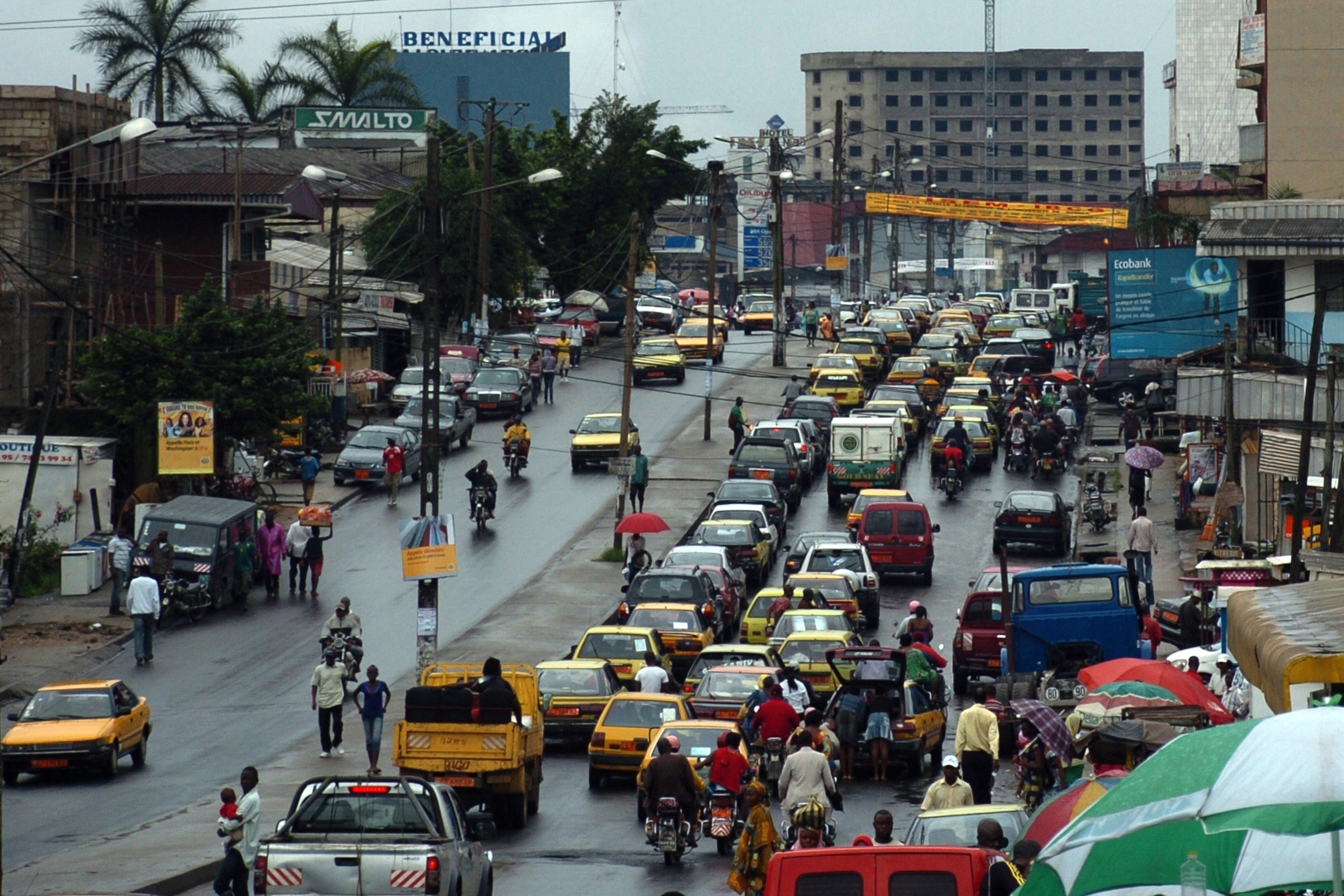
Embouteillage à Deïdo.

Deïdo est l'un des quartiers historique et populaires de Douala, et véritable rond-point de la ville. On y retrouve La Nouvelle Liberté. 
les secteurs de Deido : 
- New Deido
- Bessengue
- Rond-point
- Bonateki
- Bonatone
- Grand-moulin
- Bepanda
- Bonamuti

Il abrite notamment le collège Alfred Saker.

### Bonaberi

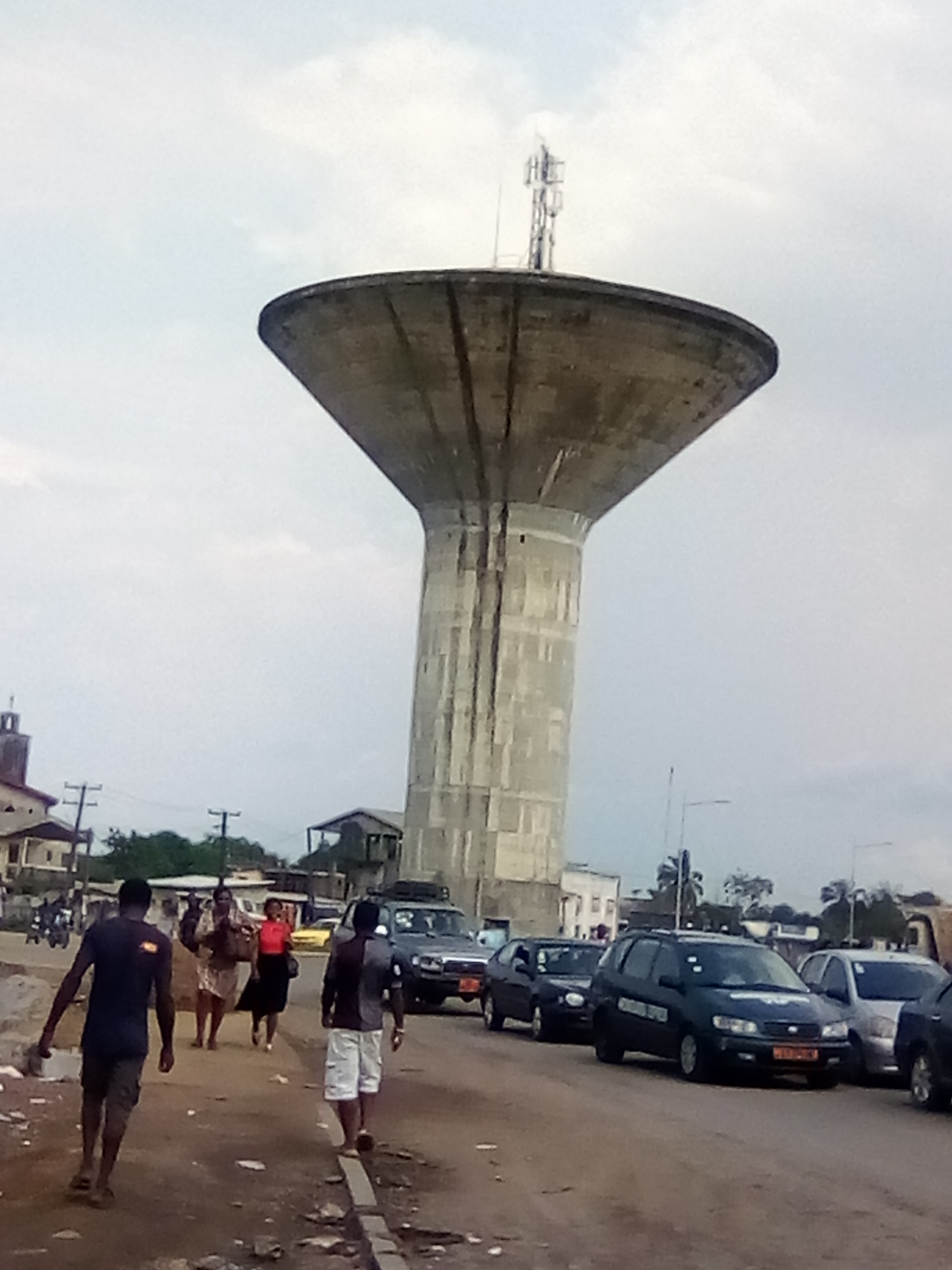
Château d'eau à Bonabéri Douala

Bonabéri est le quartier situé sur la rive droite du Wouri. Il est relié au reste de la ville par le seul et unique pont de la ville (rénové). Ces travaux ont changé la vie des habitants de Bonabéri et de Douala. Il fluidifie le trafic. Le projet d'un 3e pont est en cours.
C'est dans ce quartier que se sont installées un grand nombre d'industries de la ville, profitant de terrains bon marché dès le milieu des années 1980. Cette activité a attiré des populations sur cette rive et c'est ainsi que se sont créés les légendaires bouchons du pont sur le Wouri. Il faut certains matins deux heures pour le franchir. Cette tendance expansionniste industrielle de ce côté de la rive, est en attente de la fin des travaux du pont du Wouri. Le second pont maintenant achevé pourrait néanmoins la relancer.
Bonaberi est également la porte sur l'ouest du pays et c'est donc par ici que transitent les marchandises à destination ou en provenance de l'ouest et des régions anglophones. Sa position de géographique en fait le quartier le plus bilingue du Cameroun car il est la porte qui sépare la région du Littoral et le Sud-Ouest

### Bonapriso

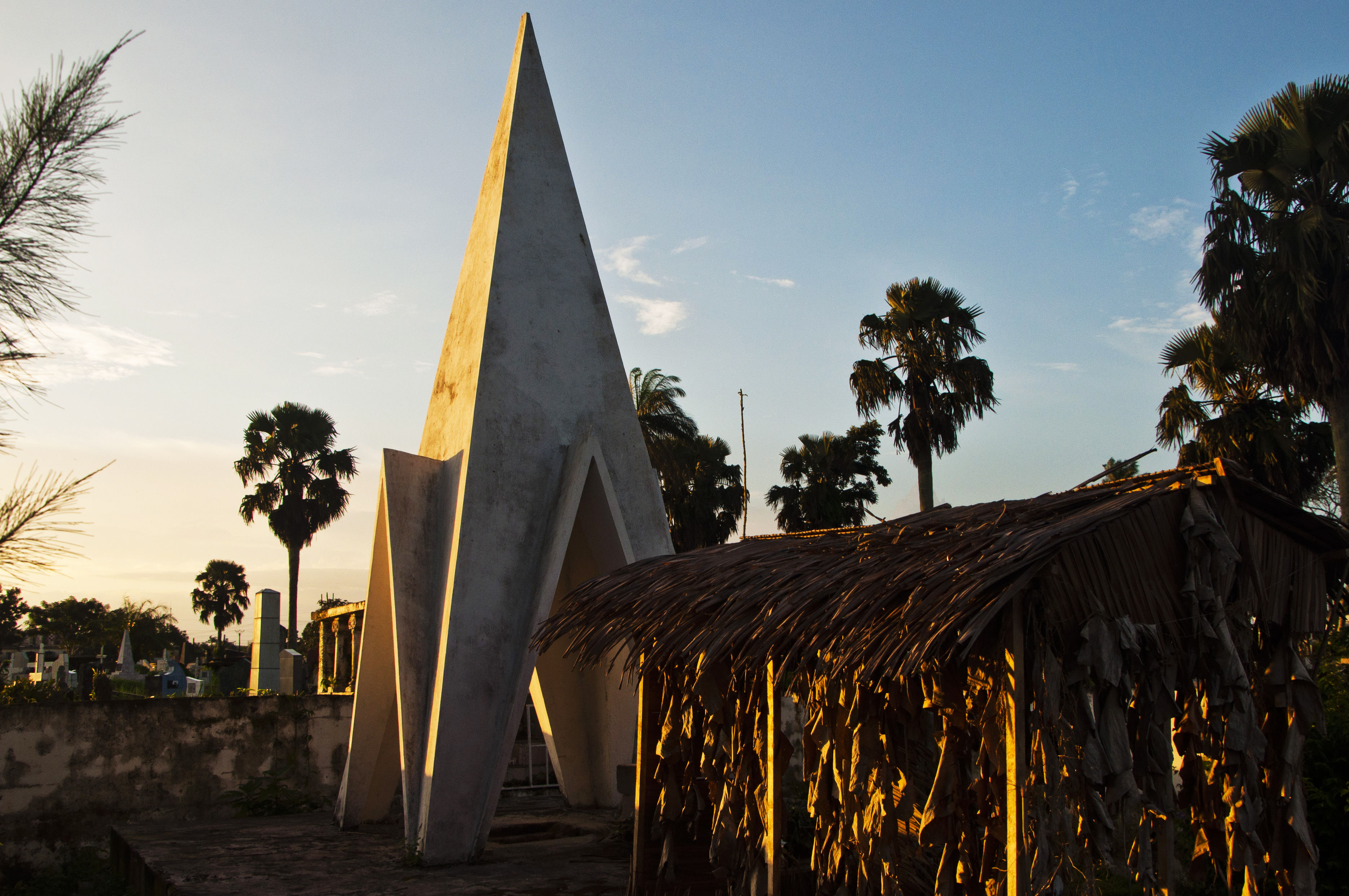
Mausolée Ngosso Din au cimétière Djo Djo à Bonapriso

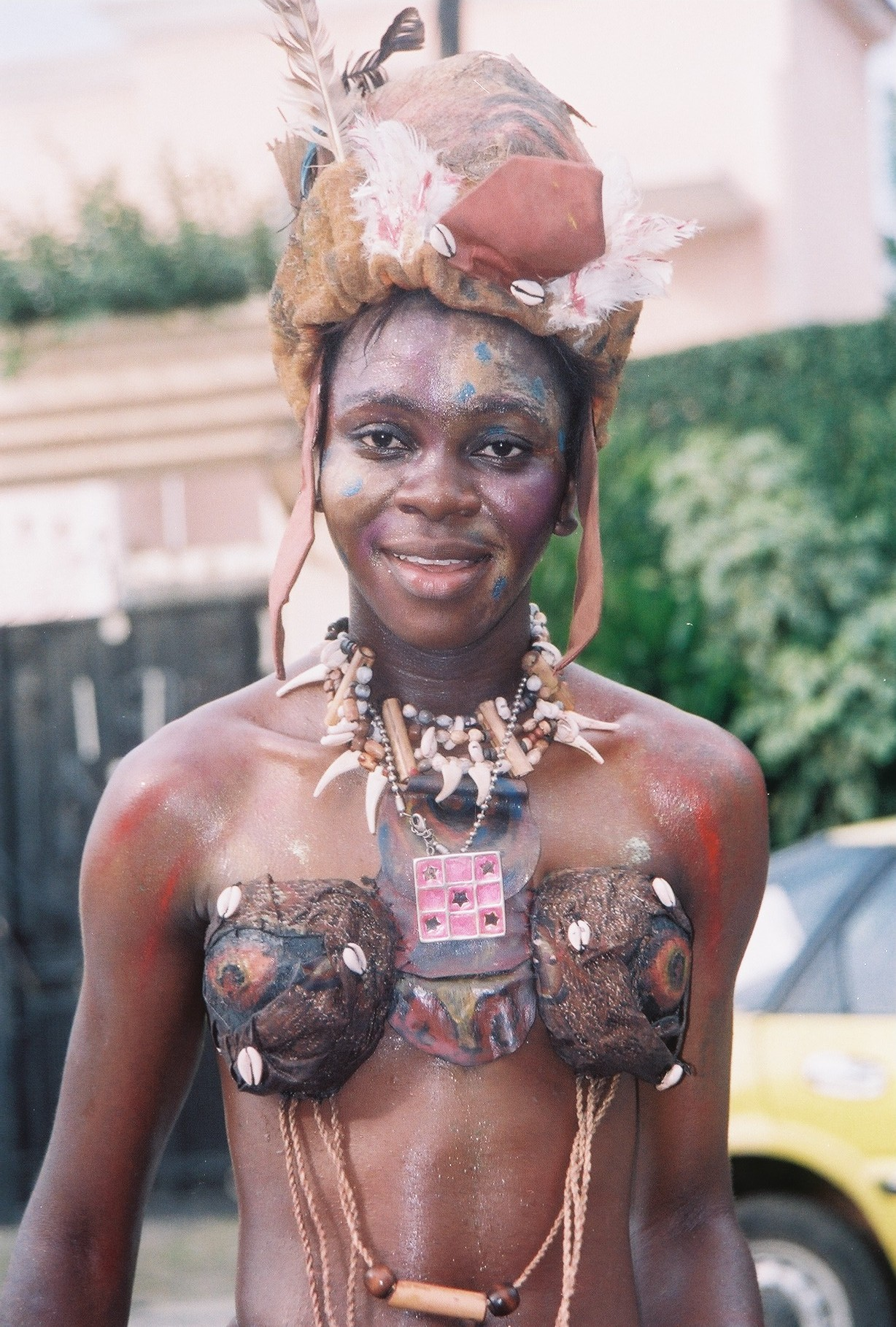
Tenue de parure traditionnelle de Bonapriso

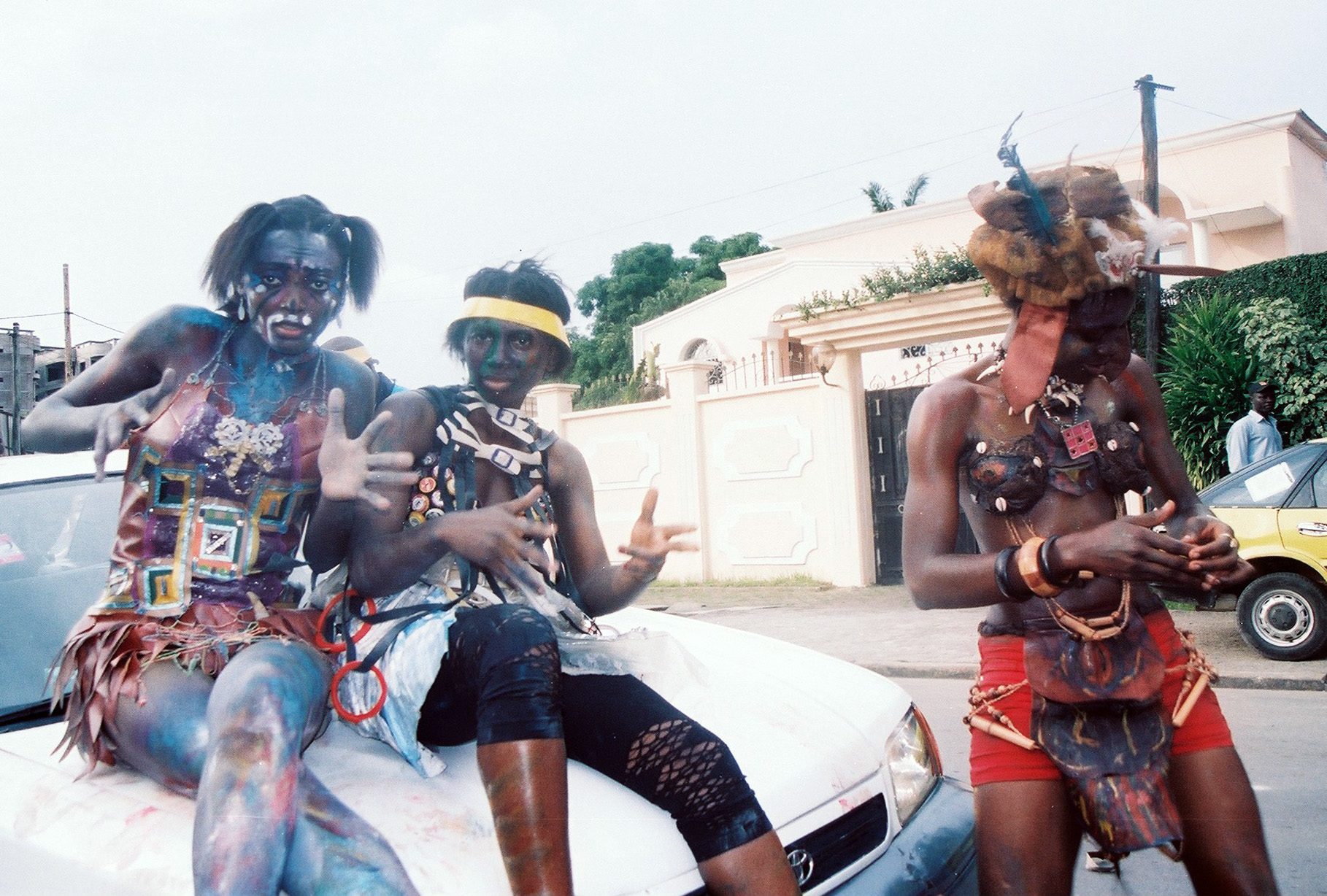
Carnaval de Bonapriso

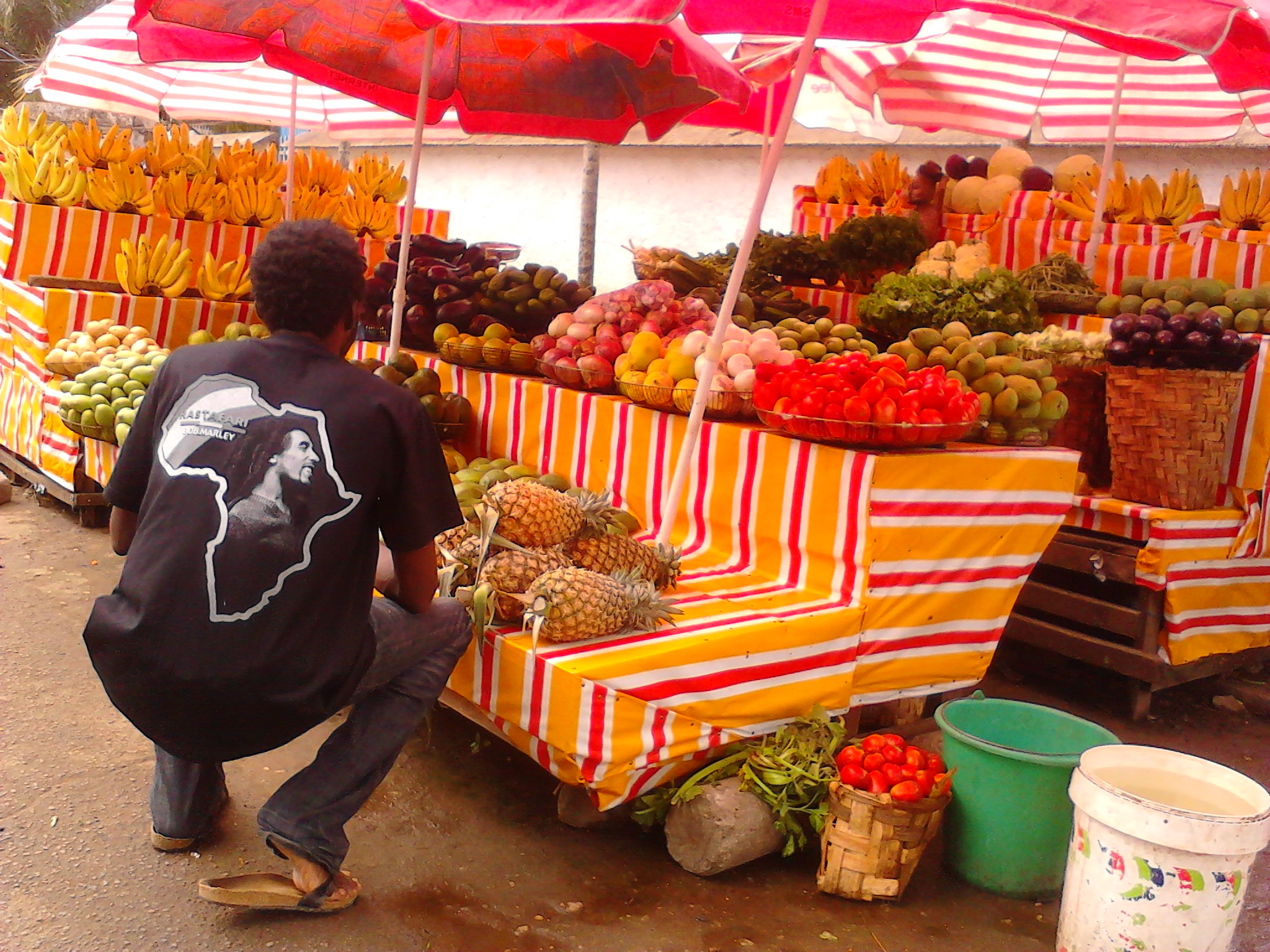
Vendeur de fruit à Bonapriso

Bonapriso est le quartier résidentiel de Douala. De nombreux expatriés ont élu domicile dans ce quartier aisé où les rues se croisent à angle droit.
On le présente généralement comme le plus beau quartier de Douala.
Ce quartier fut fondé par Njo a Doo la Makongo - appelé Priso a Doo la Makongo après qu’il fut présenté aux Anglais comme le « Prince Doo la Makongo » - Prince héritier du trône du roi Doo la Makongo, écarté de la succession par son père, au profit de son jeune frère Bele ba Doo la Makongo (Bell) dont la descendance règne encore sur la grande famille Bonanjo (administrativement, le Canton Bell).
Il y construisit des villas parmi les anciens champs. La zone étant alors marécageuse, il était impossible de construire en hauteur et ainsi ne furent élevées que des villas.
Bonapriso est délimité par l'avenue Charles de Gaulle, la rue Koloko, le boulevard de l'indépendance et l'usine des Brasseries du Cameroun.
Il y a un marché artisanal au lieu-dit « marché aux fleurs ».

### Bonanjo

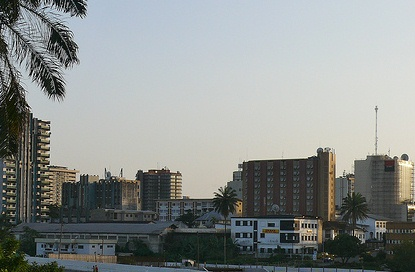
Bonanjo, Douala

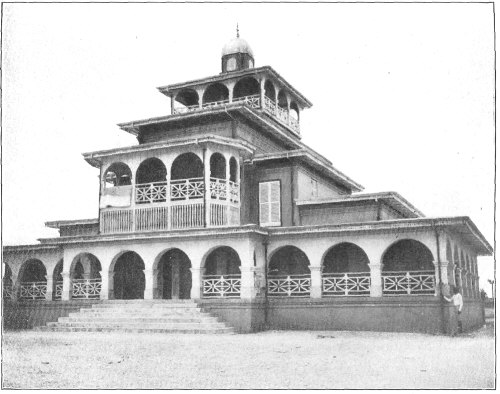
La Pagode de Douala en 1902.

Bonanjo est le quartier administratif de Douala. Ici sont concentrés les bâtiments de la présidence, du gouverneur, les grandes administrations et les sièges des grandes banques et des grandes sociétés privées du pays. Mais aussi le Musée maritime de Bonanjo.
Le quartier se démarque des autres avant tout par ses constructions en hauteur, plutôt rares à Douala et l'état de ses routes, presque les seules à être entretenues.
Dans cette zone, se trouve également le Consulat Général de France et l'ancien commissariat de police de Douala.
Bonanjo est délimité par l'"axe lourd" (nom local de la voie rapide, qui passe en plein centre de la ville), la zone portuaire et la zone «direction CAMRAIL».

### Bonamoussadi

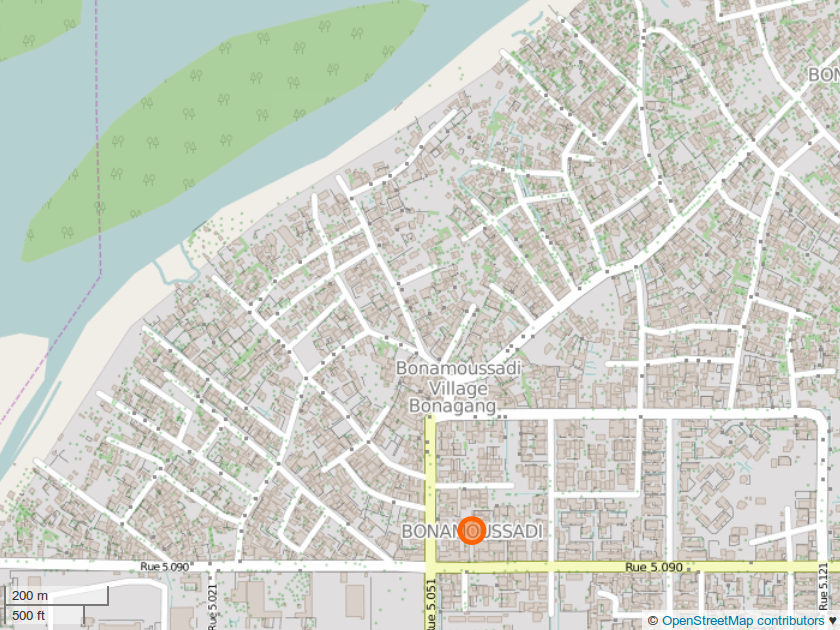
Bonamoussadi

Bonamoussadi est un quartier résidentiel relativement excentré du cœur de la ville de Douala. Il est essentiellement composé de lotissements sous contrôle de la MAETUR (Mission d'Aménagement et d'Equipements de Territoires Urbains et Ruraux) et la SIC (voir plus bas le quartier kotto). Bonamoussadi est une forme comprimée de "Bona Mouangué nu sadi" qui signifie en langue Duala "La descendance du petit Mouangué". On peut ainsi diviser Bonamoussadi en 3 grandes zones : La zone A, la Zone B et Makepe (qui est aussi considéré comme un quartier). La zone A comprend les Immeubles et Blocs d'habitations allant de A à F et la suite se trouvant dans la Zone B et Makepe se trouve à 50 mètres du parcours vita. C'est le quartier des nouvelles classes moyennes de Douala. 

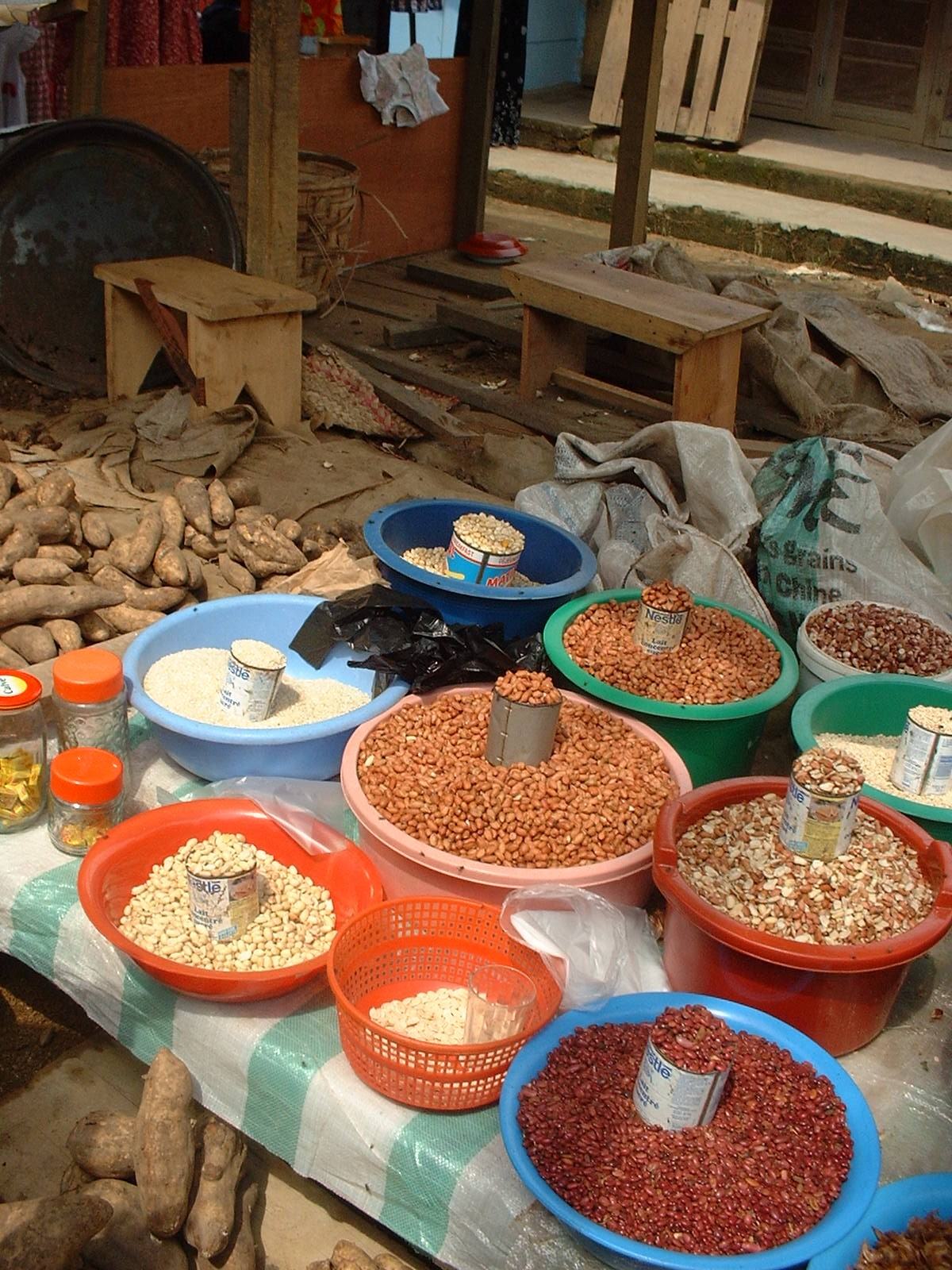
Légumes secs au marché de Bonamoussadi

Les lieux remarquables de Bonamoussadi sont :
- Le lycée de Bonamoussadi
- Le marché de Bonamoussadi
- Le parcours Vita (Lieu de regroupement des sportifs du quartier)
- La Mosquée située à 250 m du carrefour Bijou
- L'église à dos à dos avec l'hôpital à proximité du marché et dos à dos à l'hôpital de district
- L'école annexe Bonamoussadi
- Le grand stade de la Zone B  (chaque vacance période située entre juin et septembre un grand championnat réunissant tous les jeunes de Bonamoussadi et les alentours est organisé)
- L'Association Main dans la main qui vient en aide aux enfants en situation de vulnérabilité
- Après Bonamoussadi, on trouve Makepe où réside la majorité des talents du football camerounais comme Patrick Mboma et Tchinda Jonas.

### Denver, Santa Barbara
Denver et le terminus Santa Barbara sont des quartiers nommés en référence aux séries télévisées... Ils se reconnaissent à leurs constructions perpétuellement en travaux. Là, se concentrent les familles qui s'apparentent à une classe aisée.
Denver, juxtaposé à Bonamoussadi zone A, est situé majoritairement sur un marécage assaini et asséché, et un grand nombre de structures routières sont en attente.

### Kotto

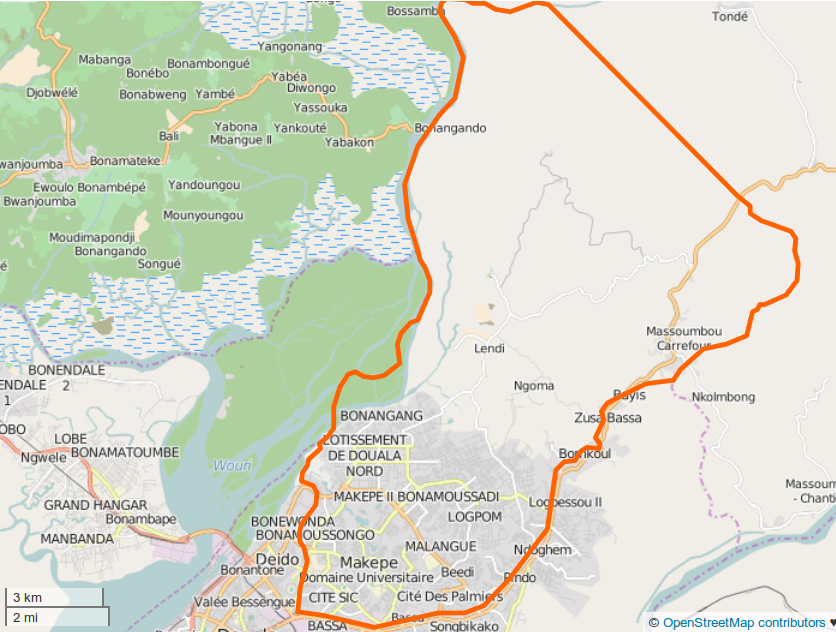
.

Kotto se présente comme la cité la mieux réussie dans l'histoire de la construction moderne à Douala. Elle a été construite au cours des années 80 et compte de nos jours environ 20 000 habitants.
Kotto est entre autres le quartier  administratif de l'arrondissement de Douala V. La sous-préfecture est située juste au lieu-dit Antenne Kotto ainsi que la résidence sous préfectorale.
Le quartier est limité au sud par Bonamoussadi, au nord par Banguè, à l'est par Logpom et à l'ouest par le fleuve.

### New Bell

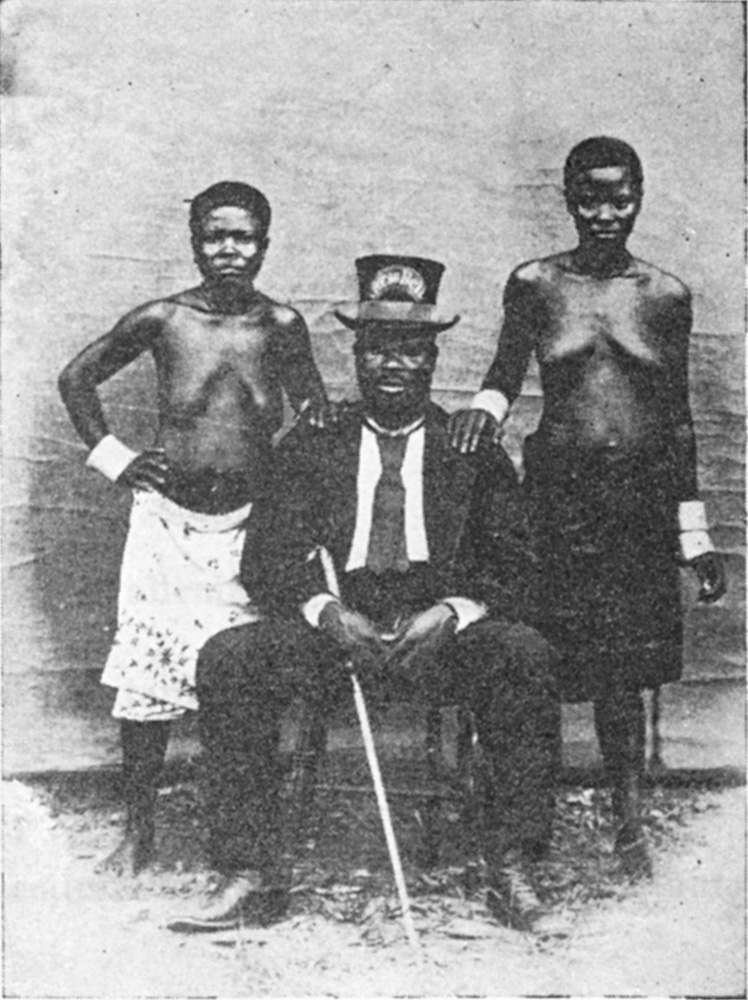
Roi Bell, 1881.

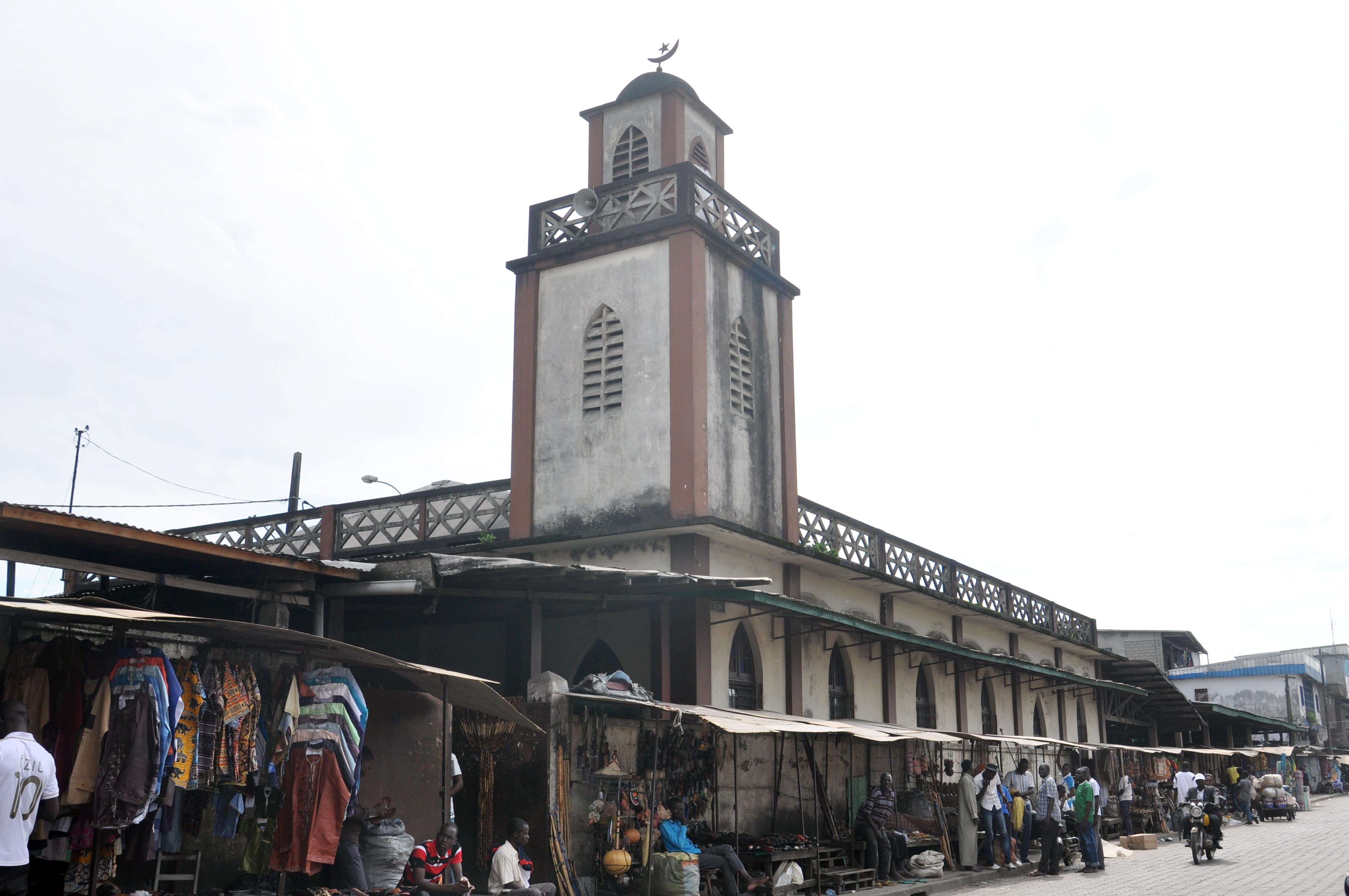
La mosquée centrale de Douala située au quartier New BeIl

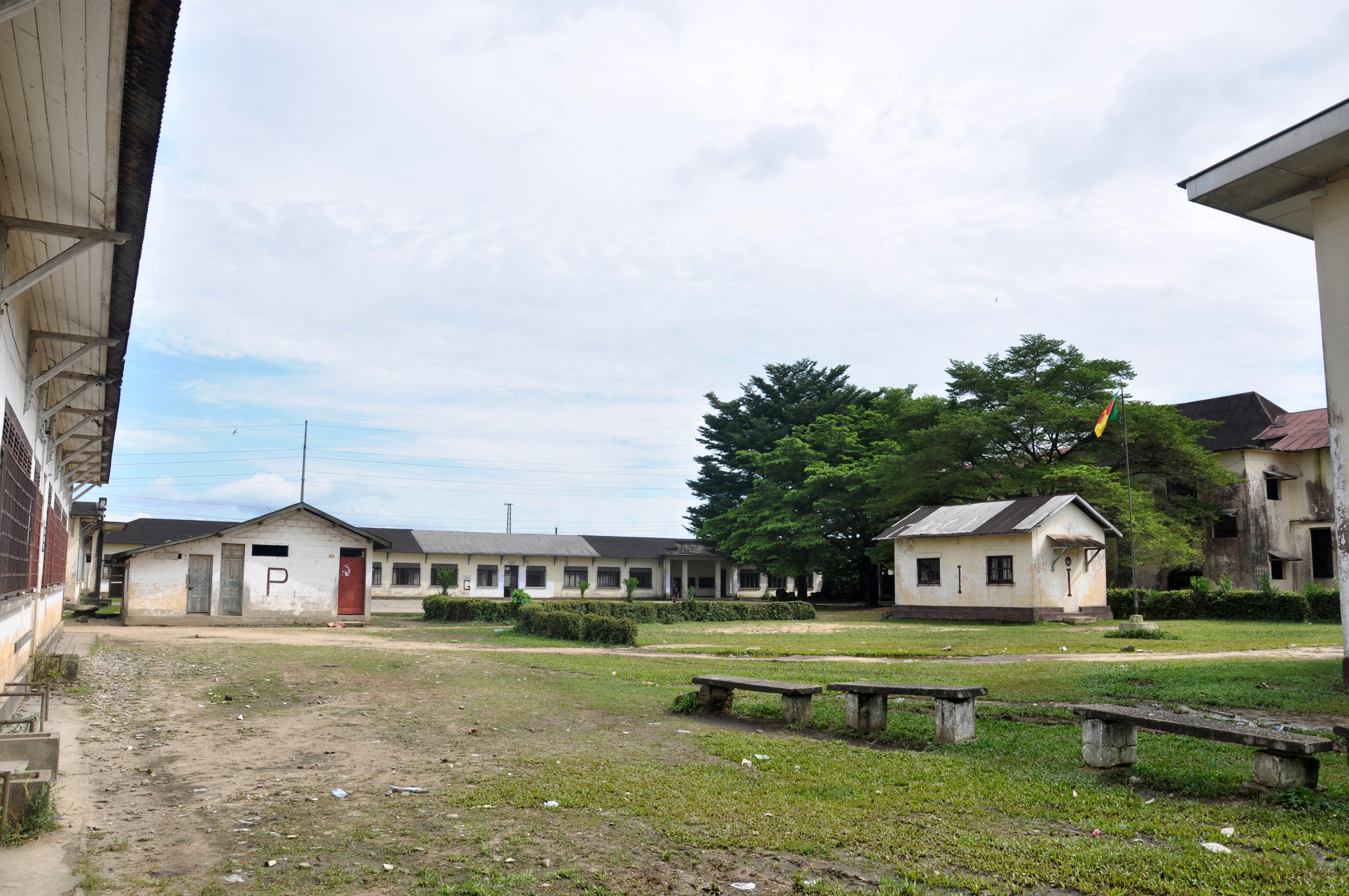
Le lycée de New Bell situé à gauche du marché central de Douala

Le marché central s'y trouve, centre vivrier de Douala, ainsi que la prison centrale qui teinte le nom même du quartier d'une triste connotation : prison centrale de New Bell. 
Il s'agit d'une vaste zone située à la sortie de la ville de Douala sur l'axe-lourd Douala-Yaoundé regroupant plusieurs quartiers tels que : 
New Town, Bonaloka, Entrée de Billes, Bobongo, Boko, Ndogpassi, Ndokoti, Nyalla, Ngangue.

### La Zone Bassa

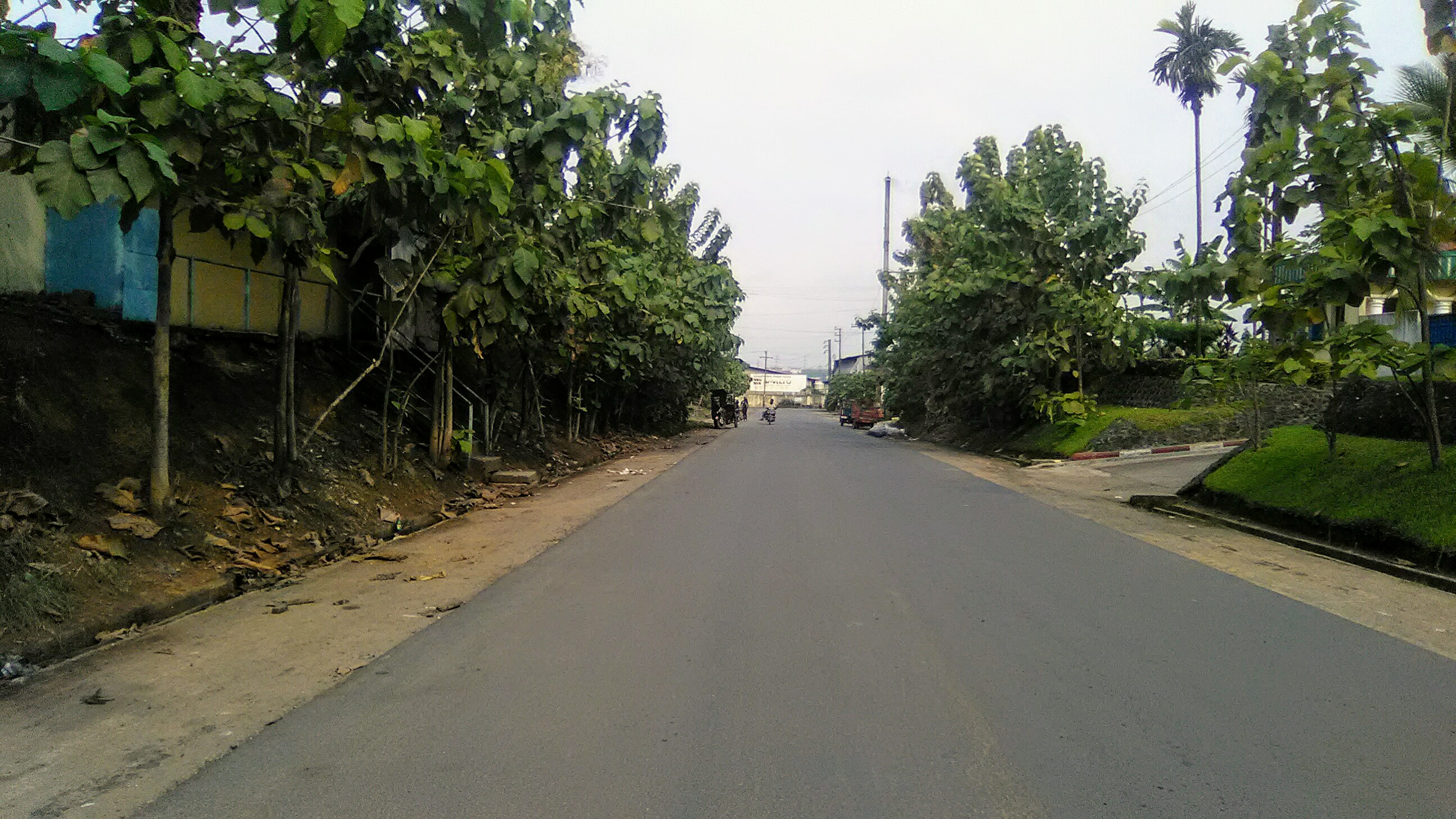
Zone industrielle de Douala-Bassa.

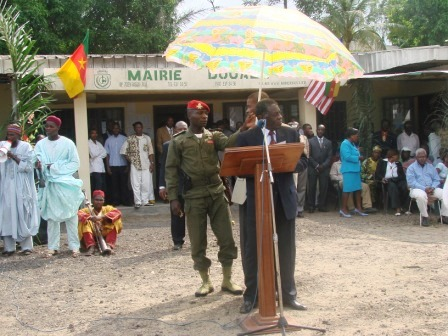
Discours du ministre Bapes Bapes aux populations de Douala 3ème

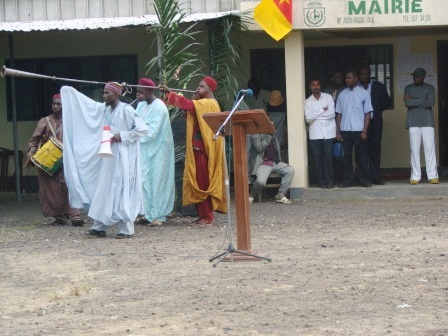
Les musiciens traditionnels à Douala 3ème

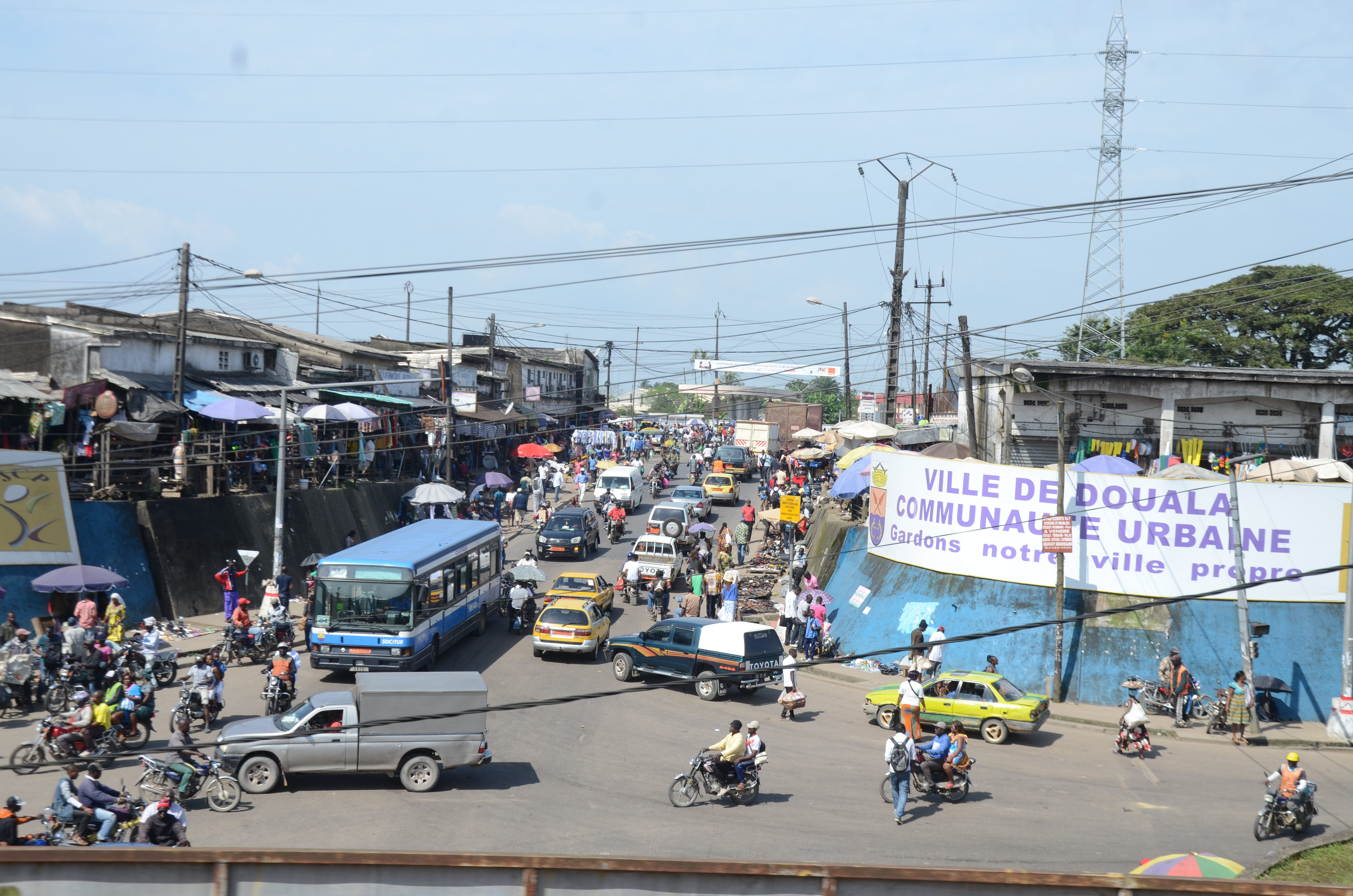
Carrefour Ndokoti situé dans la zone Bassa de la ville de Douala, très populeux en longueur de la journée

La zone Bassa de Douala est celle qui fut occupée par les membres de l'ethnie « Bassa'a » lorsqu'ils sont entrés à l'intérieur dès  XVIIe siècle avec l'arrivée des Sawa, qui provenaient alors du sud (Guinée, Congo...) La ville de Douala, qui tournait à ses débuts à la zone Douala englobant les quartiers sus-cités, dut, par la force des arrivées massives des populations des autres parties du Cameroun, s'étendre vers l'intérieur, ce qui fait qu'aujourd'hui, la zone Bassa, d'abord périphérique, fait totalement partie de la ville.
Elle est limitée à l'Est par le fleuve Dibamba (qui constitue aussi, par la force des choses la frontière est de la ville), au sud par l'Axe-Lourd Douala-Yaoundé, à l'ouest par les quartiers New-Bell et Bépanda, au nord par la zone Akwa-nord.
La Zone Bassa et surtout composée de quartiers populaires parmi lesquels Ndog-Bong, Nyalla, C.C.C. ou Ndogsimbi. Des aménagements immobiliers y ont aussi réalisés, ce qui a permis la construction de la Cité des Palmiers par la SIC.
La zone Bassa de Douala peut aussi s'enorgueillir d'abriter le carrefour le plus grand et le plus bondé de toute la ville, au quartier Ndokoti. 

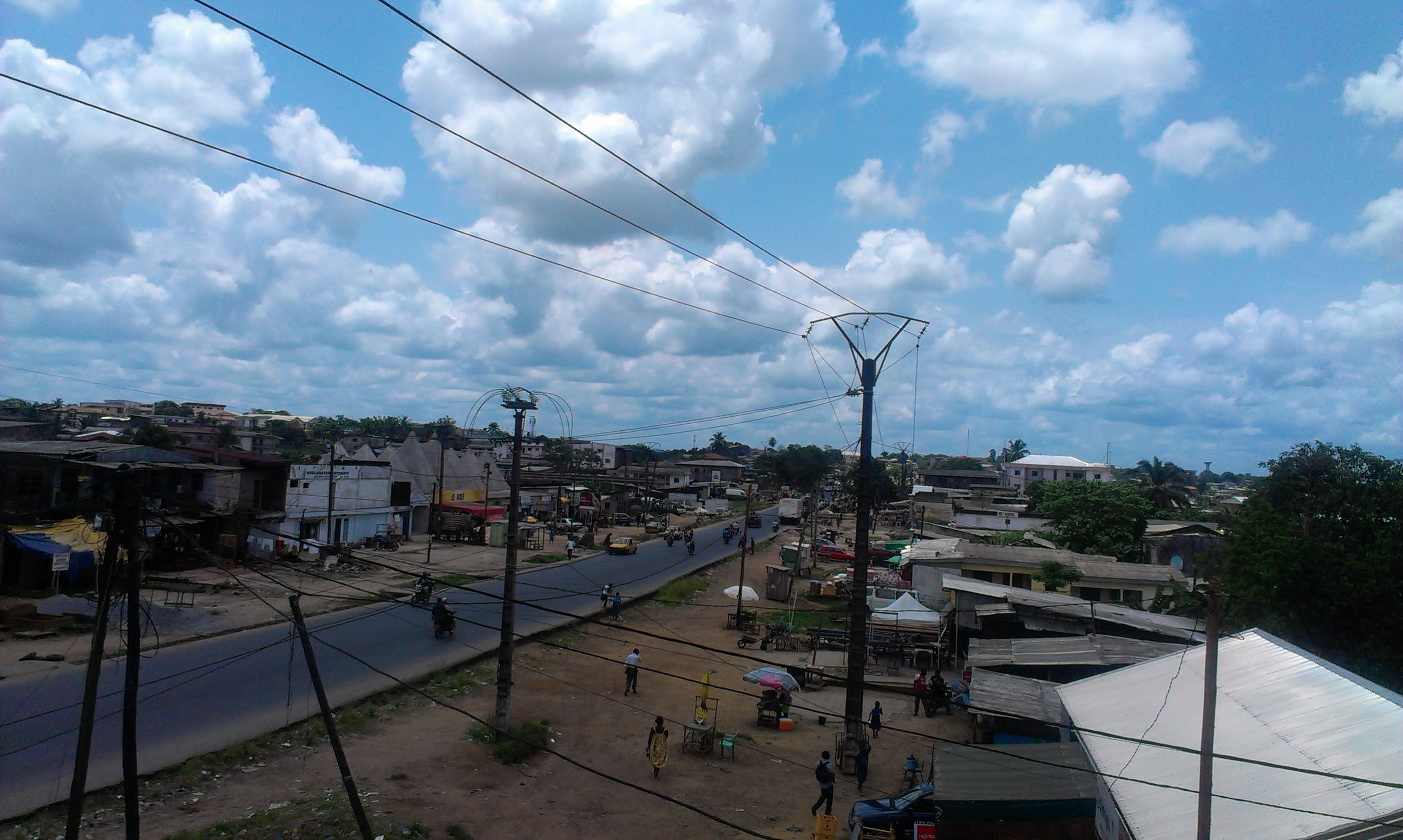
Quartier PK9

 Une zone industrielle y est aussi implantée : la zone industrielle de Douala-Bassa (ZIBA), où sont installées des minotiers, des brasseries, des savonneries, etc. 
D'ici quelques années, il devrait y être construit le nouveau Grand Stade de la ville, dans le quartier de Yassa, à la sortie est de la ville.
Le quartier de Yassa abrite la centrale thermique de Yassa-Dibamba, créée en 2009. La société Dibamba Power Development Company qui l'exploite, s'est engagée en 2014 à améliorer les conditions de vie des habitants, et notamment à alimenter le village en électricité.